# خیرآباد سفلی (گچساران)
خیرآباد سفلی، روستایی از توابع بخش مرکزی شهرستان گچساران در استان کهگیلویه و بویراحمد ایران است.

## جمعیت
این روستا در دهستان لیشتر قرار دارد و براساس سرشماری مرکز آمار ایران در سال ۱۳۸۵، جمعیت آن ۸۰۸ نفر (۱۶۶خانوار) بوده‌است.